# 日高壮之丞
日高 壮之丞（ひだか そうのじょう、1848年4月26日（嘉永元年3月23日） - 1932年（昭和7年）7月24日）は、日本の海軍軍人。海軍大将勲一等功二級男爵。

## 経歴
現在の鹿児島県出身。薩摩藩士・宮内清之進の次男。日高籐左衛門の養子となり家督を相続。
慶應義塾を経て明治3年（1870年）、海軍兵学校2期（海兵寮）。明治6年（1873年）の「筑波」（イギリスから購入した軍艦）乗り組みを始めとして尉官時代の10年間を海上勤務で過ごした後、少佐進級と共に明治19年（1886年）、参謀本部海軍部第二局第一課長に補職され軍政面でも頭角をあらわす。エルトゥールル号遭難事件では、「金剛」艦長として生存者の送還にあたった。日清戦争で巡洋艦「橋立」艦長として戦功があり猛将として知られるようになった。明治35年（1902年）には常備艦隊司令長官に任命される。
日露間の緊張が高まる中、有事の際には日高がそのまま連合艦隊司令長官に親補されると思われていたが、明治36年（1903年）10月に山本権兵衛海軍大臣は日高を更迭し舞鶴鎮守府司令長官だった東郷平八郎を推挙した。薩摩閥を代表する提督であり山本とは海兵寮の同期であった日高の更迭は、政府の戦争指導部に困惑と不安を生じ、明治天皇から山本に「なぜ日高を東郷に代えたのか」と直に下問があり、山本は「東郷は運のいい男ですので」と奉答したという。その後も東郷起用に対する部内の不安は払拭されず、翻意を迫る者もあったが山本は拒絶した。一説には更迭直後、憤慨した日高は山本に短剣を突きつけ「これで俺を突き殺せ」と言ったと伝えられるが、その後、山本の意を汲んで将官会議等に自ら東郷起用への支持を表明している。
更迭の理由は通説によれば、日高は優れた提督であったがそれだけに自負心が強く、場合によっては上級指導部の指示に従わない恐れがあると判断されたためという。また、海兵寮同期であった山本とは当時からあまりウマが合わず、4歳年長であった日高がしばしば山本を軽んじる態度を見せたためともいわれている。しかし、当時海軍次官であった斎藤實が後年語ったところによると、日高は健康を害しており指揮を執れる状態になかったためであり、事実東郷と入れ替わりに舞鶴鎮守府長官となってから日露戦争中も療養を続けていたことからも裏付けられる。
明治40年（1907年）、西南戦争、日清戦争、日露戦争での軍功により功二級、男爵位を授けられる。明治41年（1909年）、海軍大将となって待命。昭和7年（1932年）、84歳で死去。
なお、日高家は昭和17年（1942年）に爵位を返上している。孫の日高盛康（海兵66期卒）は戦闘機搭乗員として太平洋戦争を戦い抜いた。

## 年譜
- 明治4年（1871年） 海兵寮入寮
- 明治6年（1873年） 海兵寮卒業、「筑波」乗組。
- 明治9年（1876年） 「春日」乗組、「日進」乗組。
- 明治11年（1878年） 「扶桑」乗組。
- 明治12年（1879年） 「乾行」乗組。兼 海軍兵学校砲術教官。
- 明治13年（1880年） 「龍驤」乗組、「乾行」乗組。
- 明治14年（1881年） 「浅間」乗組
- 明治15年（1882年） 海軍省主船局出仕
- 明治17年（1884年） 海軍省軍事部第二課出仕。兼「扶桑」乗組。兼「天城」乗組。
- 明治18年（1885年） 兼「清輝」乗組
- 明治19年（1886年） 補 参謀本部海軍部第二局第一課長。同第二課長。
- 明治20年（1887年） ヨーロッパ派遣。参謀本部海軍部第二局第一課長（在外のまま補任）。
- 明治21年（1888年） 補 海軍参謀本部第二局局員。帰朝。
- 明治22年（1889年）
  - 補 海軍参謀本部第二課長。
  - 8月28日 - 室蘭港出張被仰付[6]
  - 10月26日 - 呉及佐世保出張被仰付[7]
- 明治23年（1890年） 補 「金剛」艦長
- 明治24年（1891年） 補 「武蔵」艦長
- 明治25年（1892年） 補 「龍驤」艦長
- 明治26年（1893年） 補 砲術練習所所長
- 明治27年（1894年） 
  - 補 「橋立」艦長
  - 10月26日 - 賜一級俸[8]
- 明治28年（1895年） 補 「松島」艦長。海軍兵学校校長。
- 明治29年（1896年） 任 海軍少将
- 明治32年（1899年） 常備艦隊司令官
- 明治33年（1900年） 任 海軍中将。竹敷要港部司令官。
- 明治35年（1902年）7月26日 - 補 常備艦隊司令長官[9]
- 明治36年（1903年） 補 舞鶴鎮守府司令長官
- 明治40年（1907年） 男爵
- 明治41年（1908年） 
  - 任 海軍大将。
  - 8月28日 - 免職 舞鶴鎮守府司令長官、待命被仰付[10]。
- 明治42年（1909年）8月27日 - 予備役被仰付[11]
- 大正3年（1914年）3月1日 - 後備役[12]
- 大正7年（1918年）3月23日 - 退役[13]
- 昭和7年（1932年）7月24日 - 死去

## 栄典
位階
- 1885年（明治18年）9月16日 - 従六位[14]
- 1891年（明治24年）12月16日 - 従五位[15]
- 1896年（明治29年）12月21日 - 正五位[16]
- 1900年（明治33年）8月20日 - 従四位[17]
- 1902年（明治35年）12月27日 - 正四位[18]
- 1906年（明治39年）6月11日 - 従三位[19]
- 1909年（明治42年）6月21日 - 正三位[20]

勲章等
- 1887年（明治20年）11月25日 - 勲六等単光旭日章[21]
- 1892年（明治25年）5月28日 - 勲五等瑞宝章[22]
- 1895年（明治28年）
  - 9月27日 - 双光旭日章・功四級金鵄勲章[23]
  - 11月18日 - 明治二十七八年従軍記章[24]
- 1896年（明治29年）5月26日 - 勲四等瑞宝章[25]
- 1900年（明治33年）5月31日 - 勲三等瑞宝章[26]
- 1904年（明治37年）11月29日 - 勲二等瑞宝章 [27]
- 1906年（明治39年）4月1日 - 勲一等旭日大綬章・功二級金鵄勲章・明治三十七八年従軍記章[28]
- 1907年（明治40年）9月21日 - 男爵 [29]
- 1915年（大正4年）11月10日 - 大礼記念章（大正）[30]
- 1932年（昭和7年）7月24日 - 勲一等旭日桐花大綬章[31]